# سوزانا آلوز
سوزانا آلوز (پرتغالی: Suzana Ferreira Alves؛ زاده ۳ اوت ۱۹۷۸) یک مانکن اهل برزیل است.